# Livre sterling
Pour les articles homonymes, voir Livre, Sterling et GBP.
La livre sterling (en anglais : pound sterling), souvent abrégée en livre (pound), est l'unité monétaire officielle du Royaume-Uni, des dépendances de la Couronne britannique, et des territoires britanniques d'outre-mer. Toutefois, il faut différencier plusieurs livres sterling selon les territoires.
La livre sterling est la plus ancienne monnaie utilisée encore en circulation. Par ailleurs, depuis 2001, elle dispute au yen japonais la place de troisième devise quant aux réserves de change.
Elle est symbolisée par le code ISO GBP (Great Britain pound) et le symbole £, un L barré (initiale avec tilde d'abréviation du mot latin « libra » monnaie de compte elle-même tirée de la mesure de poids), qui est utilisé depuis le XVIIIe siècle et se note, dans les pays anglo-saxons, avant le montant et non après : on écrit donc localement « £7.50 » et non comme en français 7,50 £.

Évolution du taux de change de l'euro face à la livre sterling entre 1999 et 2020.

Le 29 décembre 2008, la livre sterling est tombée à son cours historique le plus bas face à l'euro en reculant à 1,020 5 € pour 1 £ (soit 0,979 9 £ pour 1 €).
Le 28 juillet 2022, elle s'échange sur la base de 1,16 € pour 1 £ (soit 0,858 9 £ pour 1 €).

## Lieux d'émission

### Angleterre et pays de Galles
Dans la pratique, la livre sterling anglaise circule librement sur l'ensemble du territoire britannique. Mais, de jure, la livre sterling n'a cours légal qu'en Angleterre et au pays de Galles, car c'est la Banque d'Angleterre (Bank of England) qui émet les billets de banque pour ces deux territoires.

### Écosse et Irlande du Nord
Des banques de détail ayant reçu l'agrément de la Banque d'Angleterre sont autorisées à émettre des billets de banque. Ces banques sont au nombre de trois pour l'Écosse (la Banque d'Écosse, la Clydesdale Bank et la Royal Bank of Scotland) et de quatre pour l'Irlande du Nord (l'Ulster Bank, la Bank of Ireland, la Northern Bank et la First Trust Bank). Les banques écossaises émettent des livres écossaises et les banques nord-irlandaises émettent des livres nord-irlandaises. Ces monnaies ont la dénomination de sterling pound toutefois, en Écosse et en Irlande du Nord aucune monnaie n'a le statut de cours légal. Ni celles émises par la Banque d'Angleterre, ni celles émises par les banques des territoires correspondants.
Des négociations sont actuellement[Quand ?] en cours au Royaume-Uni pour donner le titre de cours légal à la livre écossaise en Angleterre, au pays de Galles et en Écosse. Si jusqu'à présent l'acceptation de la livre écossaise était restée à l'appréciation des commerçants anglais et gallois, cette modification de la loi obligera ces derniers à accepter la livre écossaise comme moyen de paiement obligatoire.

## Dépendances de la Couronne britannique
- L'île de Man émet la livre mannoise (en anglais : Manx pound[6]), abrégée IMP (abréviation non codifiée par l'ISO), qui est la seule monnaie à avoir cours légal sur ce territoire. La livre anglaise est toutefois généralement acceptée.
- L'île de Jersey située dans les îles Anglo-Normandes émet la livre jersiaise[7], abrégée JEP (non ISO) qui est la seule monnaie à avoir cours légal sur ce territoire. La livre de Guernesey et la livre anglaise sont aussi parfois acceptées.
- Le bailliage de Guernesey également située dans les îles Anglo-Normandes émet la livre de Guernesey[8], abrégée GGP (non ISO) qui est la seule monnaie à avoir cours légal sur ce territoire. L'acceptation de la livre jersiaise et de la livre anglaise est laissée à l'appréciation des commerçants.

Les pièces frappées dans les dépendances de la Couronne sont calquées sur les divisions de la livre sterling (même jeu de valeurs faciales), mais les faces sont ornées de motifs spécifiques. Ces monnaies n'ont pas cours légal hors des territoires qui les émettent, ainsi que dans certains territoires britanniques d'outre-mer.
Toutes ces monnaies sont des monnaies légales mais leur cours légal peut varier d'un territoire à un autre. C'est-à-dire que ces monnaies peuvent être acceptées comme moyen de paiement légal pour des transactions courantes. Tout comme les cartes de crédit, débit ou autres chèques, ces moyens de paiement n'ont pas cours légal mais sont acceptés en tant que moyen de paiement légal.
Toute livre émise par des territoires du Royaume-Uni, des dépendances de la Couronne britannique ou des territoires britanniques d'outre-mer étant indexée sur la livre anglaise pourra être échangée pour des livres anglaises sur simple demande dans n'importe quelle banque anglaise. Ces territoires comprennent :
- les îles Malouines : livre des îles Malouines
- Gibraltar : livre de Gibraltar
- Guernesey : livre de Guernesey
- l'île de Man : livre mannoise
- Jersey : livre de Jersey
- Sainte-Hélène et l'île de l'Ascension : livre de Sainte-Hélène.

## Origine du mot sterling
Selon l'historien Nicholas Mayhew, la dénomination sterling pour désigner la monnaie anglaise date de la fin du XIe - début du XIIe siècle (soit juste après l'invasion normande de 1066). On trouve la première occurrence du terme dans l'autobiographie de Guibert de Nogent en 1115 relatant une opération de corruption de cardinaux romains en vue de confirmer l'élection de l'évêque de Laon, mais l'étymologie du terme reste obscure.
- Selon l'Oxford Advanced Learner's Dictionary, le terme serait d'origine normande et viendrait de steorra (les premiers pennies portaient une petite étoile, terme qui donnera star en anglais). À l'appui de cette explication, le fait qu'à l'origine, sterling désignait le penny[note 3] et s'utilisait au pluriel : on parlait de « 5 £ of sterlings »[11].
- Selon les travaux de Jacques-Paul Migne[12], l'estelin ou esterlin est une unité de mesure (poids) en usage au haut Moyen Âge chez les orfèvres, puis dans les monnaies. Une évolution strictement comparable à la livre romaine (poids) devenue livre (monnaie) du temps de la République dans la Rome ancienne. L'esterlin contenait 28 et 3/4 de grains (soit 28,75 grains en système décimal). Il fallait 20 esterlins pour faire une once, et 160 esterlins pour faire un marc. Les équivalences étaient donc : 1 marc égale 160 esterlins, 20 esterlins égalent une once, et 1 esterlin égale 28,75 grains. L'usage de l'esterlin en matière de poids était établi depuis le plus haut Moyen Âge, vraisemblablement sous les Carolingiens. Devenu monnaie, l'esterlin circulait à la fois sur le territoire des Plantagenêt (rois d'Angleterre, ducs de Normandie, d'Aquitaine/Guyenne et de Gascogne comtes d'Anjou, Touraine, Poitou, Aunis et Saintonge) et celui des Capétiens. Son cours était fixé par le roi de France. Sa valeur faciale (façonnage et droit de seigneuriage compris) en 1158, sous Louis VI, un marc d'argent valait en France, 13 sous et 4 deniers esterlins. Un siècle plus tard, Saint Louis en fixe le cours par ordonnance prise lors de la session de Toussaint du Parlement en 1262. Un esterlin pour 4 deniers tournois. La livre tournois avait été imposée en France, par Saint Louis, et elle était définie par rapport à l'or. Mais l'esterlin, d'argent, demeurera une monnaie anglaise après son interdiction par le même Saint Louis en France. Pourquoi circulait-il en Angleterre ? Il est fort probable que Guillaume le Conquérant l'ait importé lors de sa conquête à partir de 1066, et imposé lors de sa réforme monétaire des années 1080, avec l'usage du système complet : esterlin, grain, once et marc. Par la suite, les territoires continentaux des Plantagenêts, héritiers de Guillaume, seront plus importants que leurs territoires britanniques (Normandie, Anjou, Perche, Saintonge, Aquitaine et Guyenne), mais ils demeureront vassaux et redevables de l'hommage aux rois de France. Il n'est pas surprenant que la monnaie ait circulé sur tous ces territoires.

L'esterlin a très vraisemblablement été transformé phonétiquement, en sterlin, prononciation : sterlin(e), puis sterling, sous l'effet de l'absence de nasale dans la langue anglaise. On trouve également des mentions de la graphie esterlingus d'apparence latine.
- Dans son Histoire des civilisations, Will Durant avance une autre explication de l'origine du mot sterling : il proviendrait de la réputation d'intégrité des marchands de la Ligue hanséatique, les Easterlings (les hommes de l'est) et décrirait un or ou un argent « de bon poids et de bon aloi ». Mais selon l'OALD, si cette explication était correcte, la première syllabe accentuée n'aurait pas disparu.
- Selon une autre source, le mot sterling viendrait du vieux français esterlin, qui a donné le vieil anglais stière (fort, ferme, inébranlable)[note 4]. Le Petit Robert renverse l'explication : l'esterlin était une monnaie française du Moyen Âge (fin du XIIe siècle) et c'est le terme français qui serait d'origine anglaise[13].
- Selon Nicholas Mayhew, le mot sterling n'existe pas en vieil anglais. De plus, le terme apparaît d'abord dans sa forme latine sterlingus avant d'apparaître en français au XIIe siècle, puis en italien et en allemand au XIIIe siècle. Il fait sienne l'explication par la racine germanique ster qui possède la connotation de force et de stabilité et justifie le rapprochement par le fait que Guillaume le Conquérant avait mis fin au complexe (et encore mal compris) système de poids et mesures utilisé par les Anglo-Saxons et établi un début de « standardisation ». Le terme pourrait lui même venir du grec ancien στερεός / stereós, « solide ».

Ainsi les pièces les plus communes frappées dans les dernières années de son règne ont un poids fixe d'environ 1,38 g.
Le terme sterling ferait référence à cette nouvelle stabilité et aurait marqué l'instauration d'un nouveau régime. D'après Mayhew, le sterling aurait fort bien pu faire partie du paquet de réformes administratives qui ont eu lieu en Angleterre dans les années 1080 : outre la création de la nouvelle monnaie, l'époque a connu l'instauration d'une lourde taxe foncière en 1084 et le recensement du Domesday Book en 1086.

## Historique

### Moyen Âge

#### Dynastie normande
À la fin du XIe siècle, la masse monétaire totale est estimée à 37 500 livres, soit 9 millions de pennies (seules pièces existant à l'époque), ce qui représentait une quantité d'argent métal très importante (environ 15 tonnes). Le Domesday Book laisse entrevoir une société dans laquelle la monnaie joue déjà un rôle essentiel. Éparpillés sur tout le territoire, il n'y a pas moins de 71 ateliers de frappe en activité sous le règne de Guillaume Ier. Cependant, l'approvisionnement en métal constitue un problème récurrent de l'Angleterre et la rareté métallique indigène détermine l'une des caractéristiques fondamentales de son économie : la nécessité de développer le commerce maritime. Ce n'est que dans les années 1180 que la situation s'améliore.
Si Guillaume le Conquérant a mis fin au système monétaire anglo-saxon (au profit d'un système calqué sur la livre carolingienne en vigueur en France), il en a toutefois conservé l'une des caractéristiques, le changement annuel du motif de frappe. Cette tradition a été conservée par ses successeurs jusqu'à Henri Ier d'Angleterre. Le procédé avait plusieurs avantages : d'abord il affirmait le rôle du roi dans la validation de la monnaie, ensuite il permettait de lier régulièrement la valeur faciale de la monnaie à sa valeur intrinsèque, enfin il était source de revenu pour le pouvoir royal qui percevait un impôt pour l'émission de la monnaie, le seigneuriage.
Durant tout le Moyen Âge, la pénurie de métal précieux est l'un des éléments déterminants de l'économie, et la richesse d'un État dépendait plus de la découverte fortuite d'un nouveau gisement aurifère ou argentifère que de la politique économique de ses dirigeants. Les moyens de faire face à la pénurie étaient nombreux : diminution du titre, de la masse globale de la pièce, augmentation de la valeur faciale, etc. La qualité économique d'une monnaie dépendait grandement de la qualité métallique de ses pièces. Certains souverains anglais durent d'ailleurs faire face à des mouvements de mécontentement qui se fondaient sur une diminution réelle ou supposée de la qualité monétaire.
Ainsi, à Noël 1124, Henri Ier, que l'on soupçonnait de frapper des pièces de moins bon aloi, tenta de restaurer la confiance dans sa monnaie et opéra un contrôle de la qualité du travail des moneyers (ouvriers chargés de la fabrication de la monnaie). À la suite de cet audit, 94 des 150 ouvriers furent castrés et eurent la main droite coupée en punition de leur mauvais travail.
La relation entre monnaie et pouvoir royal était particulièrement étroite en Angleterre. Une vérité que démontre a contrario la multiplication des ateliers d'émission pendant la période suivante qui voit le pays se déchirer pendant la guerre civile anglaise (1135-1154).

#### Plantagenêts
L'accession d'Henri II place son règne sous le signe de la rationalisation : diminution du nombre d'ateliers de frappe (à une trentaine), ce qui permet un meilleur contrôle de la qualité, standardisation du seigneuriage (5 %). Henri II est crédité de l'introduction en Angleterre du système français de mesure système d'unités dit de l'once de Troye (Troy ounce ou ozt), ainsi que de la création de la Tower pound, une mesure de masse exclusivement utilisée à des fins monétaire, elle était égale à 5 400 grains troy, soit un poids équivalent à très exactement 349,9141 14 grammes.
Elle sera remplacée en 1526 par la Troy pound, qui pesait 5 760 grains troy utilisée par la Monnaie de la tour de Londres comme étalon de la livre sterling monétaire. Le titre de la monnaie, presque pur jusqu'alors, passe à 937 millièmes.
Sur le plan économique, le XIIIe siècle voit se poursuivre les découvertes minières : Toscane, Styrie, Carinthie, Tyrol, Sardaigne et finalement la Bohême à la fin du XIIIe siècle. Cette abondance d'argent métallique entraîna une augmentation considérable de la frappe de pièces en argent en Occident et provoque une véritable « révolution commerciale » entre les XIIIe et XIVe siècles

#### Esterlin
L'esterlin est la monnaie de La Rochelle basée sur le poids du marc de La Rochelle, dit « d'Angleterre ». La dénomination française esterlin — en latin esterlingus — pourrait être en rapport avec la dénomination anglaise sterling. En particulier la présence de l'esterlin en France était due à la présence des Anglais en France. Elle a pu être utilisée dans l'« empire Plantagenêt ».
La masse d'argent — à l'époque on parle de poids et/ou d'aloi — d'un marc se décompose en 13 sols et 4 deniers esterlins (soit deux tiers de livre). En comptant 12 deniers au sol, cela revient à dire qu'un marc de la Rochelle pèse 160 deniers esterlin, à l'époque, c'est-à-dire deux tiers d'une livre de 240 deniers. Cette division de la masse du marc anglais en 160 deniers esterlin (documentés comme 13 sols et 4 deniers esterlin) reste stable pendant au moins un siècle sous les règnes de Louis VI le Gros (1158), Philippe Auguste et Jean Roi d'Angleterre (1200). Le roi Éric II de Norvège, compte encore 160 esterlin au marc en 1295.
L'esterlin d'Angleterre, au poids, cesse d'avoir cours en France de 1262 à 1289, date à laquelle Philippe Le Bel lui donne le cours de 4 deniers tournois. L'esterlin est de moindre aloi que les monnaies continentales usuellement d'argent pur.

#### Réformes monétaires avant 1971
Au début du XVe siècle, l'Angleterre introduit pour la première fois une monnaie d'or frappée de façon régulière, la noble, valant 6 shillings et 8 pence. À cette époque, il n'existe encore aucune pièce officielle en cuivre. Le silver penny continue d'être frappé, et son poids, sous Henri IV d'Angleterre va progressivement passer sous la barre des 0,5 g d'argent, tandis qu'à l'avers, va figurer le portrait du souverain. Avec le Great Debasement, sous Henri VIII, le titrage du penny s'effondre à 333 millièmes d'argent pur avant de repasser sous le règne d'Elisabeth I, à 925 millièmes,. Sous Charles II, le penny d'argent pèse 0,5 g au même titre. L'Angleterre entre alors dans une période de disette monétaire pour les pièces subdivisionnaires en cuivre, et de nombreuses frappes privées commencent à circuler, prenant la forme de tokens (jetons de nécessité), situation qui va perdurer jusqu'au début du XIXe siècle. En 1694, la création de la Banque d'Angleterre permet la production des premiers billets en livre sterling échangeables contre des espèces métalliques : en dépit de la crise financière de 1720, et les nombreux conflits militaires successifs, le billet finit par s'imposer à l'usage un siècle plus tard. En 1696, une première réforme monétaire voit le jour qui permet de redéfinir le poids des monnaies d'or, d'argent et de cuivre et de les frapper grâce au balancier ; dans la foulée, le parlement anglais édicte une loi, The Coin Act, qui punit toute tentative de contrefaçon, assimilée à de la haute trahison ; cette loi fut confirmée en 1832 et étendue aux territoires du Royaume-Uni. L'autre grande réforme date de 1816 : elle introduit l'étalon-or, et la livre sterling prend la forme d'une pièce en or, le souverain, dont le poids restera stable (7,98805 g à 917 millièmes), et qui circulera jusqu'en 1914, avant d'être thésaurisée. La livre est ensuite officiellement dévaluée en 1931. Le Royaume-Uni cesse toute frappe courante en argent à partir de 1947 pour son seul territoire.

## Subdivisions
À l'origine, la livre représentait la valeur correspondant à la masse d'une livre de troy d'argent métal pur, soit 373,24 g ; le poids du penny d'argent est, dans l'absolu, de 1,555 g. Cependant, aussi bien la définition précise de la livre de troy que le titre de la monnaie a connu de nombreuses modifications ou réformations. Ainsi, la livre sterling a fini par se stabiliser vers 1601 à 111,4 g d'argent, poids qui ne varia plus jusqu'en 1920. Quant à son poids d'or, qui atteignait plus de 20 g avant 1420, il est fixé à partir de 1816, à 7,32238 g.
Parmi les nombreuses transformations que la monnaie britannique a connues durant sa longue histoire, l'une des plus importantes fut la « décimalisation ». Jusqu'en 1971 en effet, le Royaume-Uni avait maintenu un système monétaire dont les subdivisions remontaient à l'époque carolingienne. Ce système était resté la norme en Europe jusqu'à la fin du XVIIIe siècle, mais avait été abandonné pratiquement partout depuis. Le Royaume-Uni fut ainsi la dernière grande économie à adopter le système décimal.

### Avant la décimalisation

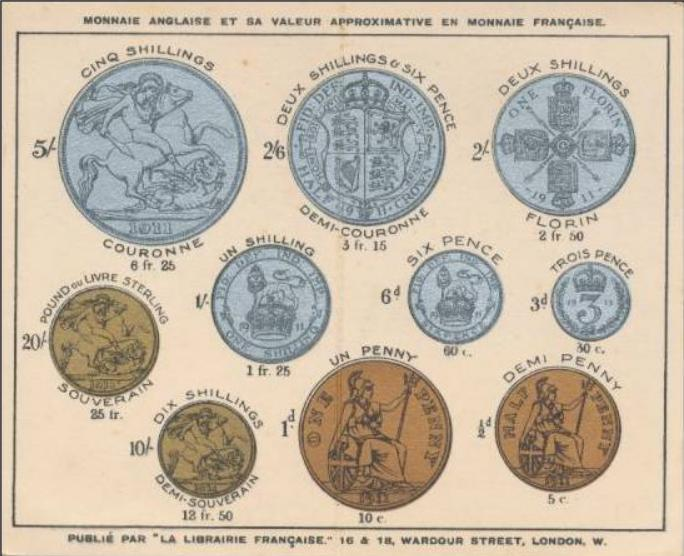
Tableau de conversions en franc-or (1911) destiné aux touristes ; le souverain cote alors 25 francs-or.

Fondée sur le modèle livre / sou / denier hérité de la réforme monétaire carolingienne, le sterling était divisé en 20 shillings et un shilling valait 12 pence (singulier : un penny). Une livre se divisait donc en 240 pence. Le symbole du shelling était « s », qui n’est donc pas la première lettre du mot anglais mais celle du sou, venant du latin solidus ; de même, le symbole du penny était « d » correspondant au denier, du latin denarius. Un prix en shillings et pence s'étiquetait par exemple « 1/5 », le nombre de pence souvent noté plus petit, ce qui s'énonçait one and five ; un montant d'une demi-couronne s'inscrivait « 2/6 », two and six. Pour une valeur entière, 15 shillings par exemple, on étiquetait « 15/- » ; et pour un  montant de 10 pence « 10d », avec un d souvent en exposant.
Les pièces de monnaie en circulation avant la décimalisation de 1971 sont :
- le farthing (1/4 de penny soit (1/48e de shilling). Frappé en cuivre de 1672 à 1956 ;
- le demi-penny (half-penny, 1/24e de shilling), frappé en cuivre de 1672 à 1967 ;
- le penny (1/12e de shilling), frappé en cuivre depuis 1797 ;
- la pièce de 3 pence (1/4 de shilling), frappé en argent de 1551 à 1944 et en laiton de forme dodécagonale de 1937 à 1967 ;
- la pièce de 6 pence (1/2 shilling), frappé en argent de 1551 à 1946 et en cupronickel de 1947 à 1967 ;
- le shilling (1/20e de livre), frappé en argent de 1548 à 1946 et en cupronickel de 1947 à 1967 ;
- le florin (2 shillings soit 1/10e de livre), frappé en argent de 1848 à 1946, fut nommé entretemps « Two shillings », en cupronickel de 1947 à 1967 ;
- la demi-couronne (half-crown soit 2 shillings et demi ou 1/8e de livre), frappé en argent de 1551 à 1946, et en cupronickel de 1947 à 1967 ;
- la couronne (crown soit 5 shillings ou 1/4 de livre), frappé en argent de 1526 à 1947 puis en cupronickel jusqu'en 1965 ;
- le souverain (sovereign, 1 livre), frappé en or de 1818 à nos jours, d'un poids de 8 g, était à parité avec la livre sterling jusqu'en 1914.

Le système monétaire anglais a connu cependant d'autres pièces :
- le 1/3 de farthing de Georges V (1/12e de penny), en 1913 seulement ;
- le 1/2 farthing de la reine Victoria (1/8e de penny), en 1844 seulement ;
- le groat valant 4 pence (1/3 de shilling), frappé en argent. Frappe irrégulière : l'une des plus vieilles pièces remonte à 1704 et la plus récente de 1930 ;
- le double florin de la reine Victoria (4 shillings soit 1/5e de livre), entre 1887 et 1890 ;
- le demi-souverain (half-sovereign soit 10 shillings, 1/2 livre). Frappé en or, d'un poids réel de 4 g ;
- le mark (comprise aussi bien comme unité de masse que comme unité monétaire)[2] qui valait 2/3 de livre. 1 mark valait donc 160 pennies, ou 13 shillings et 4 pennies (1 m = 13 s 4 d).
- la guinée (guinea, 21 shillings).

#### Guinée
La guinée (guinea) est une pièce en or frappée de 1663 à 1813, restée en usage jusqu'en 1816. Elle tient son nom de la côte de Guinée, en Afrique de l'Ouest, d'où provenait une grande partie du métal utilisé pour sa fabrication. Sa valeur initiale était de 20 shillings. Cependant le cours de l'or fluctuait beaucoup. Lors de l'adoption de l'étalon-or, sa côte fut fixée à sa valeur de 1717, soit 21 shillings. En 1816, la crise monétaire, consécutive aux guerres avec la France, amena à démonétiser la pièce pour la remplacer par le souverain-or.
Bien que la monnaie en Guinée ait cessé de circuler, la guinée persista en tant qu'unité de compte, égale toujours à une livre et un shilling, soit 21 shillings. Son attrait tenait à sa connotation aristocratique. De sorte que des honoraires de professions libérales, les prix des terrains, des chevaux de course, des œuvres d'art, de la haute couture, des meubles chics, des gros appareils électroménagers et autres articles dans les magasins de luxe étaient souvent indiqués en guinées, jusqu'à quelques années après la décimalisation de 1971.
Après quoi la signification de son usage, rare en l'occurrence, a quelque peu évolué, sa valeur restant de 1,05 livre. On peut assister à des ventes aux enchères de chevaux de course se faisant toujours dans cette unité. Alors que l'acheteur paie bien l'animal à sa valeur atteinte en guinées, le vendeur reçoit le même montant mais en livres… la différence, 5 % par guinée, correspond traditionnellement à la commission du commissaire-priseur.

### Après la décimalisation
|                                                                                        |  |  |
| Avers et revers d'une pièce de dix New Pence émise peu après la décimalisation (1975). |  |  |

Le 15 février 1971 (Decimal Day), le shilling disparaît et la livre sterling est divisée en 100 pence (au singulier, 1 penny). La lettre « p » est adoptée comme symbole du nouveau penny pour le différencier de l’ancien. Frappées dès 1968, les pièces de 5 et 10 « new pence », respectivement équivalentes aux anciennes pièces de 1 et 2 shillings (qui n'ont pas immédiatement été retirées de la circulation) en conservent la matière, la masse, l'épaisseur et le diamètre.
La valeur du penny change à l’occasion du passage au système décimal. Les premières années qui suivent 1971, le penny d’un nouveau genre, dont le poids en cuivre est divisé quasiment par trois, était officiellement appelé new penny (« nouveau penny »). Les pièces de ¹⁄₂ p, 1 p, 2 p, 5 p, 10 p et 50 p portent la mention NEW PENCE jusqu’en 1982, date à laquelle l’inscription devient ONE PENNY, TWO PENCE, FIVE PENCE et ainsi de suite. Le ¹⁄₂ penny est lui retiré de la circulation en 1984.

## Billets de banque

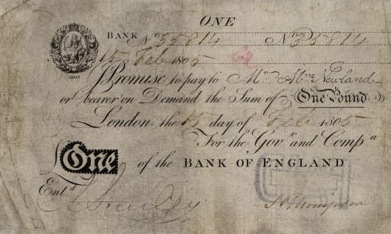
Billet de 1 livre type Bank of England émis en 1805, noir et blanc, uniface.

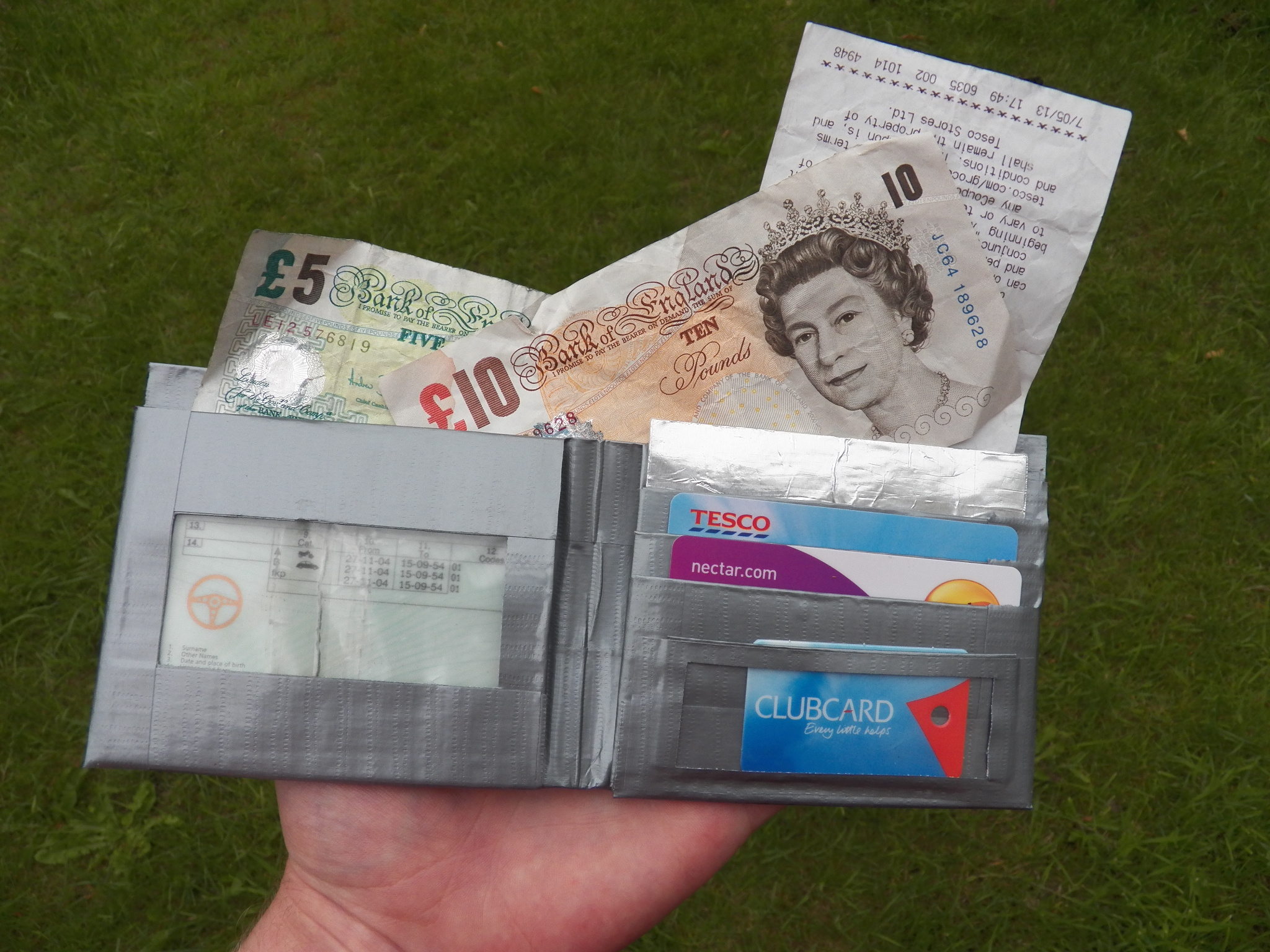
Aperçu de billets de 5 et 10 livres sterling émis par la Banque d'Angleterre en 2013.

Les billets de banque en livre sterling ont la particularité d'être émis par plusieurs banques et gouvernements différents des territoires britanniques.
En dehors de la contrefaçon parfaitement illégale, l'appareil juridique qui entoure le copyright ou droit de reproduction d'un billet émis par la Banque d'Angleterre à des fins d'illustration (information, éducation, tournage de film, etc.) est extrêmement restrictif, ce qui en fait un cas unique au monde : on ne peut en avoir l'autorisation que sur demande écrite. Celle-ci n'est pas accordée pour les supports électroniques pour une durée allant au-delà de 12 mois. Pour les supports papiers, la mention « Specimen » doit obligatoirement être apposée sur la reproduction dont le format doit être inférieur à la taille initiale du billet. Il peut exister toutefois des exceptions pour des billets visiblement annulés ou très partiellement reproduits.
La raison d'un tel règlement de conservation est double : tout billet émis depuis l'origine de la banque soit 1694, quelle que soit son ancienneté donc et en dehors de sa valeur de collection, reste toujours échangeable au porteur et à vue à la caisse principale du siège de la dite banque contre des coupures actuelles et pour le même montant, exception faite des coupures déclarées annulées ou sans valeur ; par ailleurs, cette banque est de droit privé et ses instruments de paiement sont protégées par deux lois : le Currency & Banknotes Act 1928 et le Forgery and Counterfeiting Act 1981.

## Argot de la livre sterling
Dans le langage familier, l’initiale p (prononcé /pi:/) de penny et son pluriel pence est utilisée : « it's 50 pence » devient « it’s 50 p. ». À l'origine, ce terme servait à distinguer le nouveau penny décimal (symbole p) du vieux penny du système duodécimal (symbole d) ; l'usage de ce terme s'est fixé bien après que le vieux penny a été oublié.
Dans le registre familier, pound est remplacé par quid. À l'origine (XVIIe siècle), le terme quid désignait un souverain ou une guinée, aujourd'hui, une livre. Par exemple, « it costs five pounds » devient « it costs five quid » (sans marque du pluriel). On n'utilise quid que pour les nombres entiers. « ten quid » pour dix livres, mais on dit « seven pound(s) fifty » ou tout simplement « seven fifty » pour £7,50 (jamais « seven quid fifty »).
Pour demander une coupure de 5 livres on peut dire « Have you got a fiver? » (le chiffre, adjectif, devient nom). Pour demander une coupure de 10 livres cela donnerait « Have you got a tenner? »
Pour exprimer un nombre en milliers de livres on peut utiliser « grand », transformant « five thousand pounds » en « five grand » (sans marque du pluriel).
Dans l'argot australien et néozélandais, « to make a quid » signifie « faire de l'argent ».

## Taux de change avec l'euro
La valeur de la livre sterling fait l'objet de publication par l'eurostat et la BCE.
| Le graphique qui aurait dû être présenté ici ne peut pas être affiché car il utilise l'ancienne extension Graph, désactivée pour des questions de sécurité. Des indications pour créer un nouveau graphique avec la nouvelle extension Chart sont disponibles ici . |
| D'après Eurostat Euro/ECU exchange rates - annual data, 1er juillet 2017 + 24-02-2020 |

| Le graphique qui aurait dû être présenté ici ne peut pas être affiché car il utilise l'ancienne extension Graph, désactivée pour des questions de sécurité. Des indications pour créer un nouveau graphique avec la nouvelle extension Chart sont disponibles ici . |
| D'après la Banque centrale européenne |